# Tatton (Cheshire)
 (juillet 2018).
Si vous disposez d'ouvrages ou d'articles de référence ou si vous connaissez des sites web de qualité traitant du thème abordé ici, merci de compléter l'article en donnant les références utiles à sa vérifiabilité et en les liant à la section « Notes et références ».
Pour les articles homonymes, voir Tatton.
Tatton est une paroisse civile d'Angleterre située dans le comté de Cheshire au nord de Knutsford. Elle comprend la plupart du Tatton Park et une zone rurale à l'est du dernier. La paroisse ne compte que quelques dizaines d'habitants et ne dispose ni d'un conseil communal ni d'une assemblée communale.